# José Luis Gómez-Skarmeta
José Luis Gómez-Skarmeta (Santiago de Chile, 1966 - Sevilla, España, 16 de septiembre de 2020), fue un científico chileno, afincado en España. Experto en biología del desarrollo y evolución, genómica funcional y epigenómica.

## Vida
Nacido en Santiago de Chile. Tiempo después, se trasladó a España. Mientras realizaba el bachillerato en el Instituto Fernando Herrera de Sevilla, descubrió su vocación científica, y decidió que se dedicaría a la genética. Se licenció en Químicas (especialidad Bioquímica) por la Universidad de Murcia en 1989.
Tras realizar su tesis doctoral por la Universidad Autónoma de Madrid en el Centro de Biología Molecular Severo Ochoa, realizó una estancia postdoctoral en la Universidad de Chile.
En 2003 obtuvo una plaza de investigador en el Centro Andaluz de Biología del Desarrollo (CABD) en Sevilla, un instituto mixto financiado por el Consejo Superior de Investigaciones Científicas (CSIC), la Universidad Pablo de Olavide y la Junta de Andalucía.
Realizó parte de su trabajo con los peces cebra, animales esenciales en las investigaciones de su grupo. En el CABD se encuentra una de las mayores instalaciones de peces cebra del mundo con tres mil peceras. Gómez Skármeta estudió un gran número de variantes de peces cebra transgénicos, mediante la alteración de sus regiones reguladoras de ADN. Estas regiones reguladoras de ADN, contiene información capaz de controlar cuándo, dónde y cómo se sintetizan las proteínas y se producen los genes. Se estudian las diversas variaciones provocadas por cambios genéticos que se imprimen en su ADN. El objetivo es conocer la reacción del animal ante diversas enfermedadesː cáncer, problemas cardíacos, diabetes o sordera, entre otras. A través de dichas investigaciones en el campo de la genómica funcional, trataba de comprender el desarrollo y la evolución de las enfermedades genéticas humanas.
Miembro de la Organización Europea de Biología Molecular (EMBO) desde 2019, recibió dos millones de euros para apoyar sus investigaciones y avances sobre genética.

## Premios
- Premio Carmen y Severo Ochoa de Investigación en Biología Molecular (2018) por su trayectoria científica.[5][6]